# Cryptotis magna
Cryptotis magna är en däggdjursart som först beskrevs av Clinton Hart Merriam 1895.  Cryptotis magna ingår i släktet pygménäbbmöss, och familjen näbbmöss. IUCN kategoriserar arten globalt som sårbar. Inga underarter finns listade i Catalogue of Life.
Arten blir med svans 12 till 14 cm lång och svanslängden är 3,7 till 5,3 cm. Det finns 16 till 17,5 mm långa bakfötter. Vuxna individer har en svartaktig päls på ovansidan med några ljusa hår inblandade. Undersidan är bara lite ljusare. Hos ungdjur varierar pälsfärgen mer. Cryptotis magna har liksom andra släktmedlemmar fyra enkelspetsiga tänder i överkäken mellan framtänderna och kindtänderna. Överkäken har dessutom på varje sida en framtand och fyra kindtänder. I underkäken förekommer däremot på varje sida en framtand, en hörntand och fyra kindtänder.
Arten förekommer i en bergstrakt i södra Mexiko i delstaten Oaxaca. Den lever i regioner mellan 1500 och 2850 meter över havet. Cryptotis magnus vistas i molnskogar och i andra fuktiga skogar.
Individerna går främst på marken. Honor har två eller fler kullar per år och per kull föds upp till tre ungar.